# Fort Yates (Dakota del Norte)
Fort Yates es una ciudad ubicada en el condado de Sioux en el estado estadounidense de Dakota del Norte. En el censo de 2010 tenía una población de 184 habitantes y una densidad poblacional de 1.127,66 personas por km².

## Geografía
Fort Yates se encuentra ubicada en las coordenadas 46°5′12″N 100°37′49″O / 46.08667, -100.63028. Según la Oficina del Censo de los Estados Unidos, Fort Yates tiene una superficie total de 0.16 km², de la cual 0.16 km² corresponden a tierra firme y (0%) 0 km² es agua.

## Demografía
Según el censo de 2010, había 184 personas residiendo en Fort Yates. La densidad de población era de 1.127,66 hab./km². De los 184 habitantes, Fort Yates estaba compuesto por el 5.43% blancos, el 0% eran afroamericanos, el 92.39% eran amerindios, el 0% eran asiáticos, el 0% eran isleños del Pacífico, el 0.54% eran de otras razas y el 1.63% pertenecían a dos o más razas. Del total de la población el 2.17% eran hispanos o latinos de cualquier raza.